# 東湖渠駅
東湖渠駅（とうこきょえき）は北京市朝陽区に位置する北京地下鉄14号線の駅である。

## 駅構造

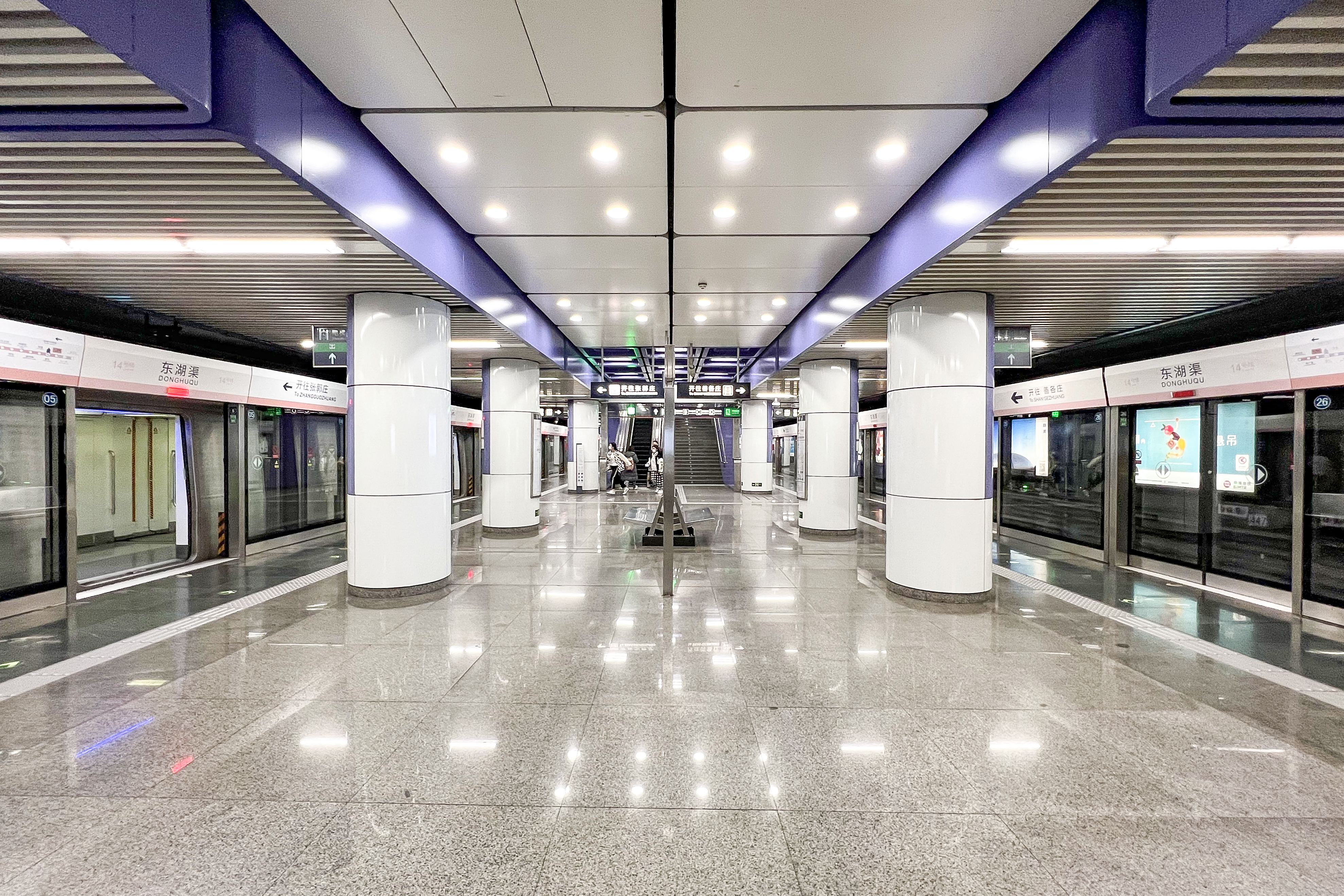
ホーム

島式ホーム1面2線を有する地下駅。開業当初からホームドア設置。

## 駅周辺
- 叶青大厦

## 歴史
- 2014年12月28日 - 北京地下鉄14号線が開業。

## 隣の駅
北京地下鉄
■14号線
望京駅 - 東湖渠駅 - 来広営駅